# 加克尔 (北达科他州)
加克尔（英語：Gackle），是美国北达科他州下属的一座城市。根据2010年美国人口普查，该市有人口310人。2011年估计该市有人口309人，相对于2010年，增长率为?0.32%。